# Heinrich Neumann

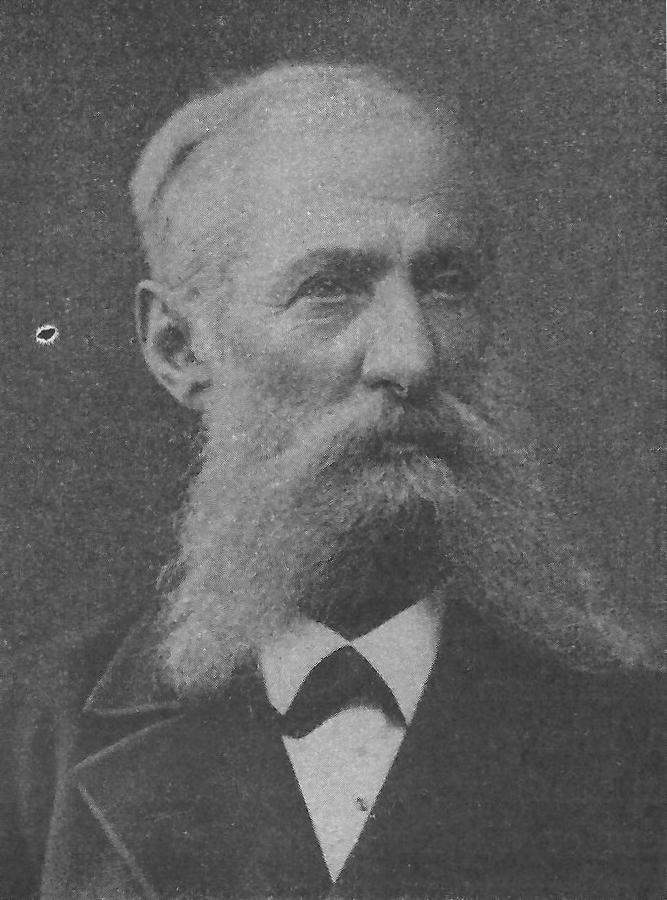
Heinrich Wilhelm Neumann

Heinrich Wilhelm Neumann (ur. 17 stycznia 1814 we Wrocławiu, zm. 10 października 1884 tamże) – niemiecki lekarz psychiatra, profesor psychiatrii Uniwersytetu we Wrocławiu. 

## Życiorys
Studiował medycynę na Uniwersytecie Wrocławskim, w 1836 roku uzyskał doktorat. W 1842 roku habilitował się z chorób wewnętrznych. Od 1846 do 1849 roku był asystentem w Zakładzie dla Umysłowo Chorych w Lubiążu (niem. Irrenheilanstalt in Leubus). W 1862 roku habilitował się z psychiatrii i został profesorem nadzwyczajnym. Od 1867 do śmierci w 1884 roku prymariusz oddziału psychiatrycznego Szpitala Wszystkich Świętych (niem. Allerheiligen-Hospital) we Wrocławiu. Jego uczniem był Carl Wernicke. 

## Prace
- Wie studirt man Medicin? Schulz, Breslau 1842
- Die analytische Medicin: ein Versuch. Breslau 1847
- Der Arzt und die Bloedsinnigkeits-Erklaerung. Gosohorsky, Breslau 1847
- Gedanken über die Zukunft der schlesischen Irrenanstalten. Wohlau 1848/1849
- Über die öffentliche Irrenpflege im achtzehnten und neunzehnten Jahrhundert. Janus 2, ss. 141–151 (1853)
- Lehrbuch der Psychiatrie. Enke, Erlangen 1859, Amsterdam 1860
- Die Theorie und Praxis der Bloedsinnigkeitserklaerung nach preussischem Gesetze: ein Leitfaden fuer Aerzte und Juristen. Enke, Erlangen 1860
- Die Irrenanstalt zu Pöpelwitz bei Breslau im ersten Decennium ihrer Wirksamkeit: Medicinisch-statistischer Bericht nebst Bemerkungen über Irrengesetzgebung, Irrenstatistik und psychiatrischen Unterricht. Enke, Erlangen 1862
- Ueber Lear und Ophelia: ein Vortrag. Breslau 1866
- Zum Non-Restraint. Allg. Zeitschr. f. Psychiat. 28, ss. 677–690 (1872)
- Der Process Kullmann: gerichtsärztliche Reflexionen. Hirschwald, Berlin 1875
- Leitfaden der Psychiatrie für Mediciner und Juristen. Preuss & Jünger, Breslau 1883
- Katechismus der gerichtlichen Psychiatrie in Fragen und Antworten: mit einem Anhang von Mustergutachten. Preuss & Jünger, Breslau 1884